# Larry Rohter
William Lawrence Rohter, Jr. (nacido el 3 de febrero de 1950), conocido como Larry Rohter, es un periodista estadounidense que fue jefe de la oficina de América del Sur (con sede en Río de Janeiro, Brasil) para The New York Times de 1999 a 2007. Anteriormente fue corresponsal del Times en el Caribe y América Latina de 1994 a 1999. Fue quien acuñó el término marea rosa, mientras cubría las elecciones generales de Uruguay de 2004.

## Premios
En 1998, Rohter recibió el Premio Maria Moors Cabot en la Universidad de Columbia. También recibió el premio brasileño Embratel, como "Melhor corresponsal estrangeiro" (mejor corresponsal extranjero).

## Vida personal
Rohter está casado con Clotilde Rohter. Tienen 2 hijos. Actualmente vive en Hoboken, Nueva Jersey.

## Crítica
Rohter publicó un artículo titulado "El consumo de alcohol del líder brasileño se convierte en preocupación nacional", insinuando que el presidente brasileño Luiz Inácio Lula da Silva tenía un problema con la bebida que afectó su presidencia, citando al excompañero de fórmula de Da Silva, Leonel Brizola, entre otros. El artículo causó consternación en la prensa brasileña. La visa de Rohter fue revocada temporalmente (y rápidamente restablecida) por el gobierno de Brasil, un evento que eclipsó muchas críticas al reportaje de Rohter.

## Publicaciones
- Rohter, Larry (2007). Deu no New York Times: o Brasil segundo a ótica de um repórter do jornal mais influente do mundo. Rio de Janeiro, RJ: Objetiva. ISBN 978-8573029277.
- Rohter, Larry (2012). Brazil on the Rise: The Story of a Country Transformed (1st Palgrave Macmillan pbk. edición). Basingstoke: Palgrave Macmillan. ISBN 978-0230120730.
- Rohter, Larry (2023). Into the Amazon: The Life of Cândido Rondon, Trailblazing Explorer, Scientist, Statesman, and Conservationist (en inglés). New York, NY: W.W. Norton & Company. ISBN 978-1-324-02126-1.